# Unterfrauenhaid
Unterfrauenhaid (ungarisch Lók, kroatisch Svetica) ist eine Marktgemeinde im Bezirk Oberpullendorf im Burgenland in Österreich mit 646 Einwohnern (Stand 1. Jänner 2024).

## Geografie
Die Gemeinde liegt im Mittelburgenland, am westlichen Ufer des Raidingbaches, an den Ausläufern des Ödenburger Gebirges.

### Gliederung
Unterfrauenhaid ist der einzige Ort in der Gemeinde.

### Nachbargemeinden
| Lackenbach         |                                             | Lackendorf |
| Markt Sankt Martin | Kompassrose, die auf Nachbargemeinden zeigt | Raiding    |
| Neutal             | Stoob                                       |            |

## Geschichte

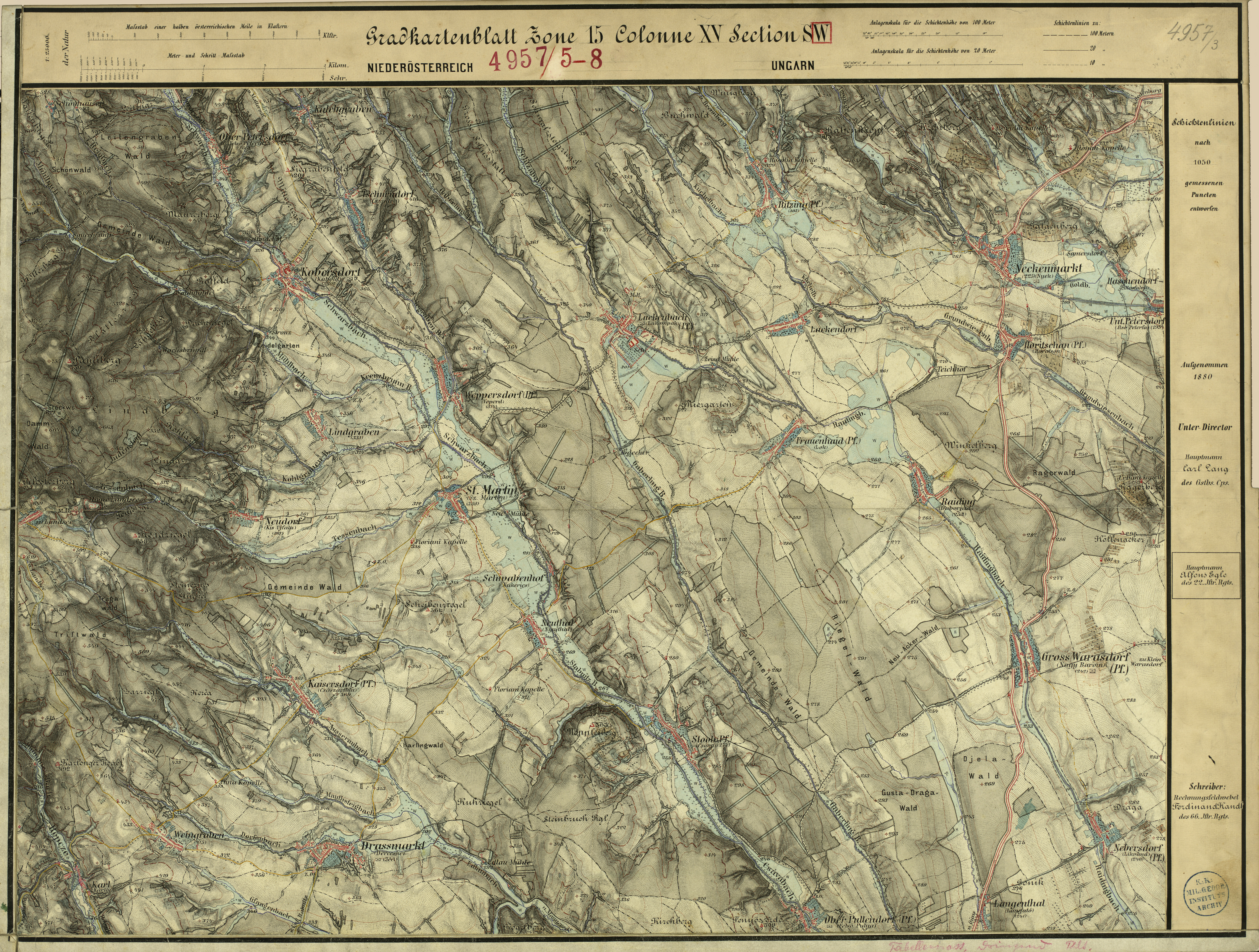
„Frauenhaid“ (Mitte rechts) um 1880 (Aufnahmeblatt der Josephinischen Landesaufnahme)

Vor Christi Geburt war das Gebiet Teil des keltischen Königreiches Noricum und gehörte zur Umgebung der keltischen Höhensiedlung Burg auf dem Schwarzenbacher Burgberg.
Später unter den Römern lag das heutige Unterfrauenhaid dann in der Provinz Pannonia.
Die erste urkundliche Erwähnung stammt aus dem Jahr 1222 als Villa Sancta Maria (Dorf der heiligen Maria).
Unterfrauenhaid ist seit 1578 Marktgemeinde.
Der Ort gehörte wie das gesamte Burgenland bis 1920/21 zu Ungarn (Deutsch-Westungarn). Seit 1898 musste aufgrund der Magyarisierungspolitik der Regierung in Budapest der ungarische Ortsname Lók verwendet werden. In der Dorfkirche wurde der Komponist Franz Liszt getauft.
Nach Ende des Ersten Weltkriegs wurde nach zähen Verhandlungen Deutsch-Westungarn in den Verträgen von St. Germain und Trianon 1919 Österreich zugesprochen. Der Ort gehört seit 1921 zum neu gegründeten Bundesland Burgenland (siehe auch Geschichte des Burgenlandes).
1971 wurde Unterfrauenhaid mit Lackendorf und Raiding zu einer Großgemeinde zusammengeschlossen, die später aber wieder aufgelöst wurde.
Das Marktgemeinderecht von Unterfrauenhaid wurde 1990 erneuert.

## Kultur und Sehenswürdigkeiten

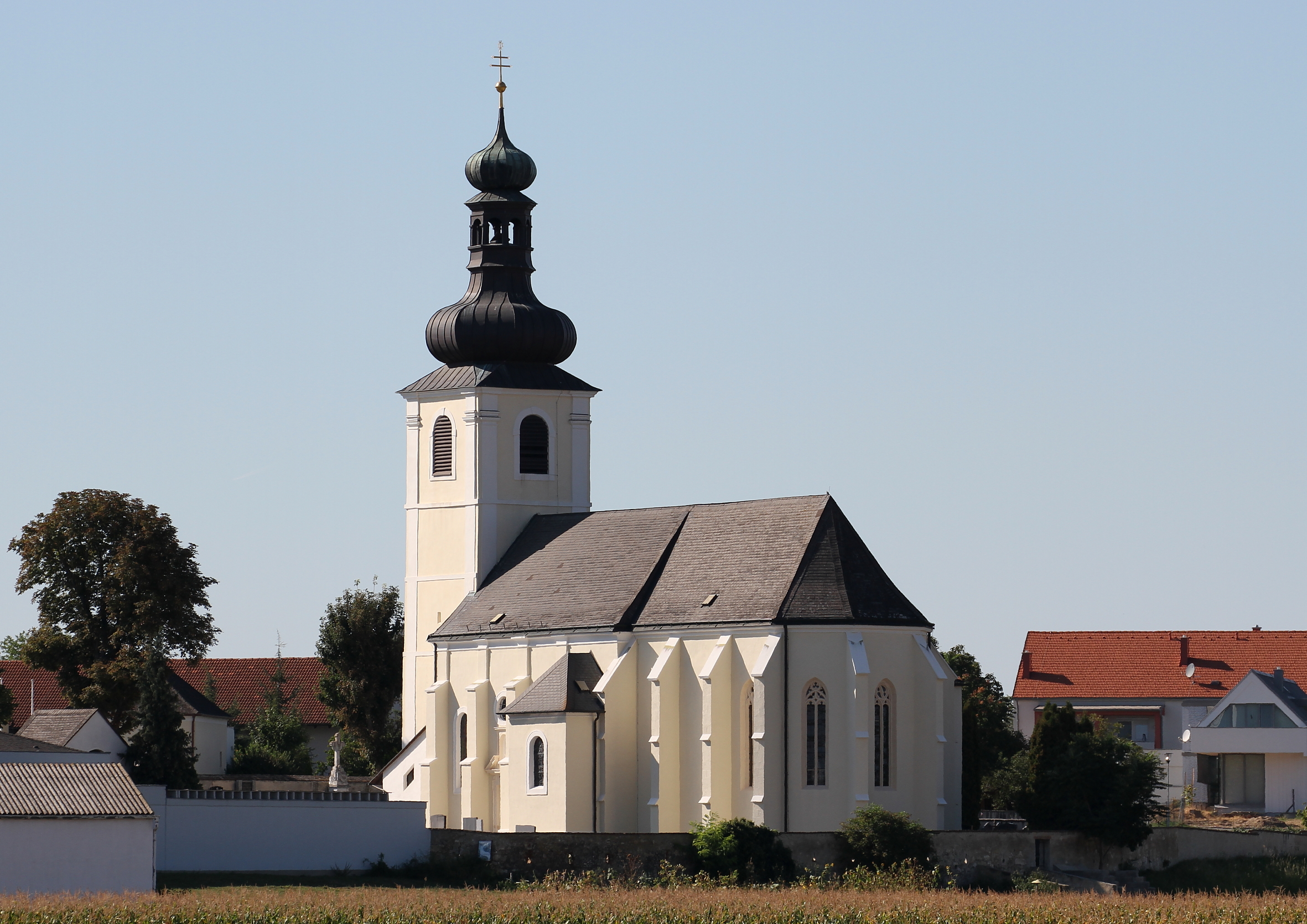
Pfarr- und Wallfahrtskirche Unterfrauenhaid

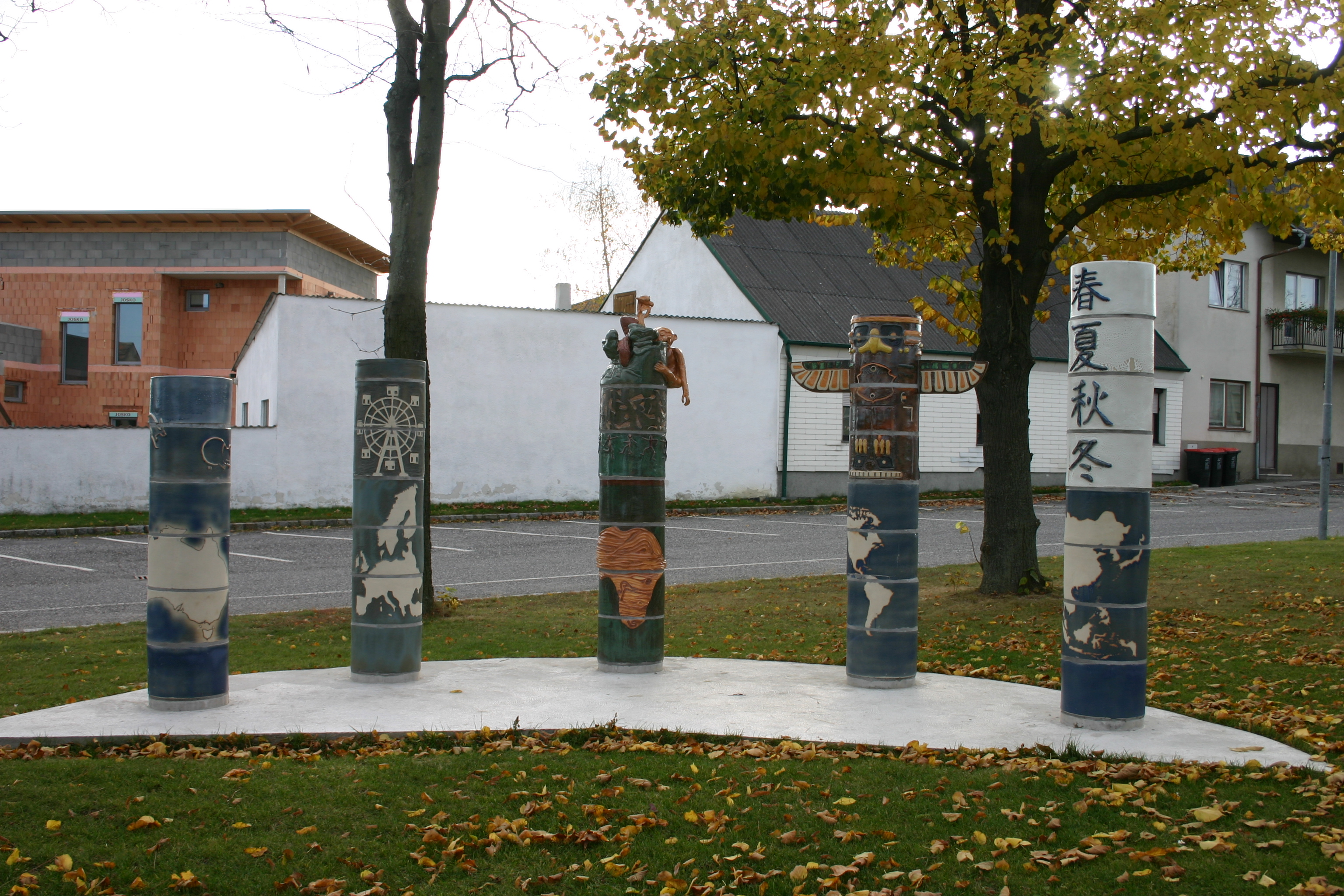
Pax-Mundi-Denkmal (Friede den Völkern der Welt) – von der Abschlussklasse der Landesfachschule für Keramik und Ofenbau in Stoob

- Pfarr- und Wallfahrtskirche Unterfrauenhaid: Entstanden um 1200. Die Kirche von Unterfrauenhaid ist historisch eine der wenigen romanischen Pfarrkirchen des Burgenlandes.
- Friedhof: Mitte des 15. Jahrhunderts Erweiterung und Umbau zu einer Wehrkirche mit Wehrmauer zum Schutz der Bürger im Falle eines feindlichen Angriffes.
- Kreuzkapelle in der Hauptstraße
- Bildstöcke: Nischenpfeiler am östlichen Ortsausgang, Schmerzensmann bei der Kirche (1628), Friedensäule in der Feldgasse (1620).

## Wirtschaft und Infrastruktur
- Kindergarten, betrieben von der Caritas Burgenland[3]
- Volksschule

## Politik

### Gemeinderat

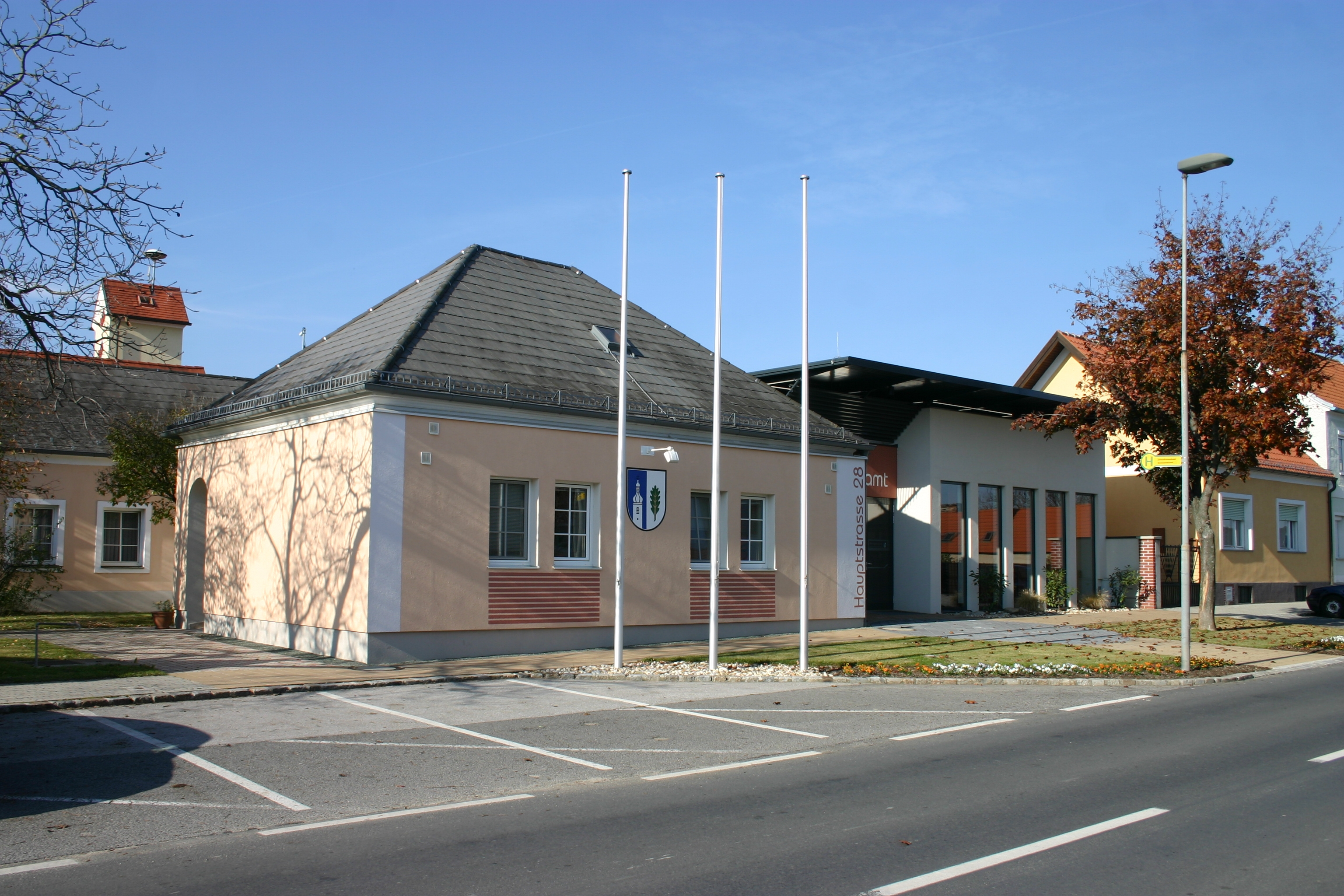
Gemeindeamt an der Hauptstraße

Der Gemeinderat umfasst aufgrund der Anzahl der Wahlberechtigten insgesamt 13 Mitglieder.
| Partei          | 2022             | 2022             | 2022             | 2017             | 2017             | 2017             | 2012             | 2012             | 2012             | 2007             | 2007             | 2007             | 2002             | 2002             | 2002             | 1997    | 1997    | 1997    |
| Partei          | Sti.             | %                | M.               | Sti.             | %                | M.               | Sti.             | %                | M.               | Sti.             | %                | M.               | Sti.             | %                | M.               | Sti.    | %       | M.      |
| --------------- | ---------------- | ---------------- | ---------------- | ---------------- | ---------------- | ---------------- | ---------------- | ---------------- | ---------------- | ---------------- | ---------------- | ---------------- | ---------------- | ---------------- | ---------------- | ------- | ------- | ------- |
| ÖVP             | 311              | 53,25            | 7                | 281              | 45,47            | 6                | 269              | 47,53            | 6                | 265              | 48,01            | 6                | 263              | 51,57            | 7                | 214     | 45,53   | 6       |
| SPÖ             | 273              | 46,75            | 6                | 337              | 54,53            | 7                | 297              | 52,47            | 7                | 287              | 51,99            | 7                | 247              | 48,43            | 6                | 218     | 46,38   | 6       |
| FPÖ             | nicht kandidiert | nicht kandidiert | nicht kandidiert | nicht kandidiert | nicht kandidiert | nicht kandidiert | nicht kandidiert | nicht kandidiert | nicht kandidiert | nicht kandidiert | nicht kandidiert | nicht kandidiert | nicht kandidiert | nicht kandidiert | nicht kandidiert | 38      | 8,09    | 1       |
| Wahlberechtigte | 654              | 654              | 654              | 662              | 662              | 662              | 617              | 617              | 617              | 618              | 618              | 618              | 582              | 582              | 582              | 518     | 518     | 518     |
| Wahlbeteiligung | 91,44 %          | 91,44 %          | 91,44 %          | 96,83 %          | 96,83 %          | 96,83 %          | 94,65 %          | 94,65 %          | 94,65 %          | 93,85 %          | 93,85 %          | 93,85 %          | 92,44 %          | 92,44 %          | 92,44 %          | 94,02 % | 94,02 % | 94,02 % |

### Gemeindevorstand
[veraltet]Neben Bürgermeister Ing. Thomas Niklos (ÖVP) und Vizebürgermeister Anton Klug (SPÖ) gehört weiters der geschäftsführende Gemeinderat DI Gerald Freiberger (ÖVP) dem Gemeindevorstand an.
Gemeindekassier Martin Kreitschitz (ÖVP).

### Bürgermeister
Nach der Wahl 2007 trat Friedrich Kreisits (SPÖ) Nachfolge von Erich Lämmermayer (SPÖ) als Bürgermeister an. Dieser war 18 Jahre lang der Gemeinde vorgestanden. Bei der Bürgermeisterdirektwahl am 1. Oktober 2017 wurde er mit 56,42 % in seinem Amt bestätigt. Damit lag er um 1,89 Prozentpunkte über dem Ergebnis seiner Partei. Sein Mitbewerber Thomas Niklos (ÖVP) erreichte 43,58 %.
Bei der Wahl 2022 erreichte Thomas Niklos (ÖVP) im ersten Wahlgang 55,86 Prozent der Stimmen und wurde neuer Bürgermeister von Unterfrauenhaid.
- 1989–2007 Erich Lämmermayer (SPÖ)
- 2007–2022 Friedrich Kreisits (SPÖ)
- seit 2022 Thomas Niklos (ÖVP)

### Wappen
|  | Die Verleihung des Wappens erfolgte am 28. Juni 1992. Blasonierung: „In einem von Blau und Silber gespaltenen Schild, vorne ein silberner barocker Kirchturm, hinten ein aufrechtes grünes Eichenblatt.“ |

## Persönlichkeiten
- Dine Petrik (* 1942), österreichische Schriftstellerin

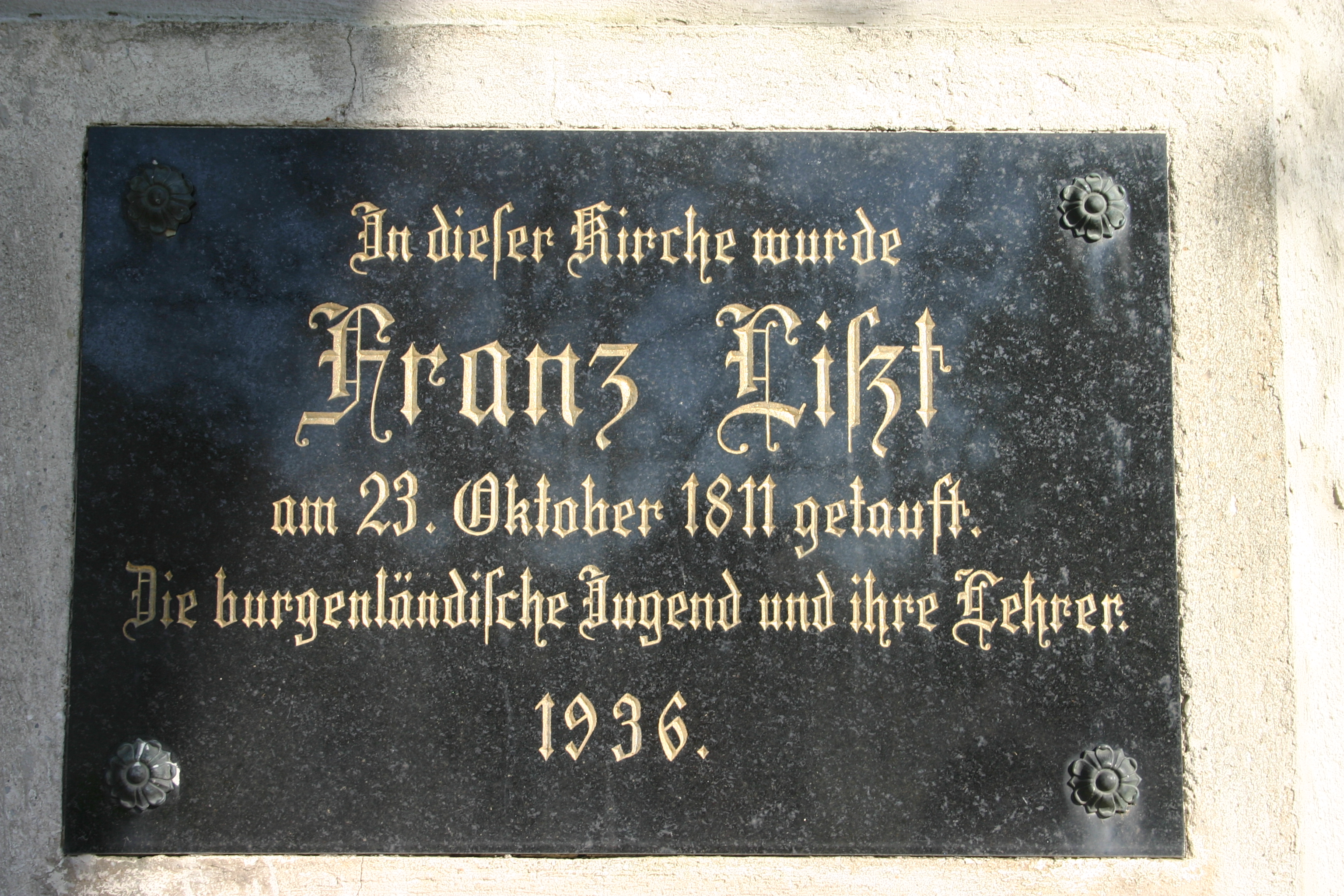
Franz Liszt Gedenktafel
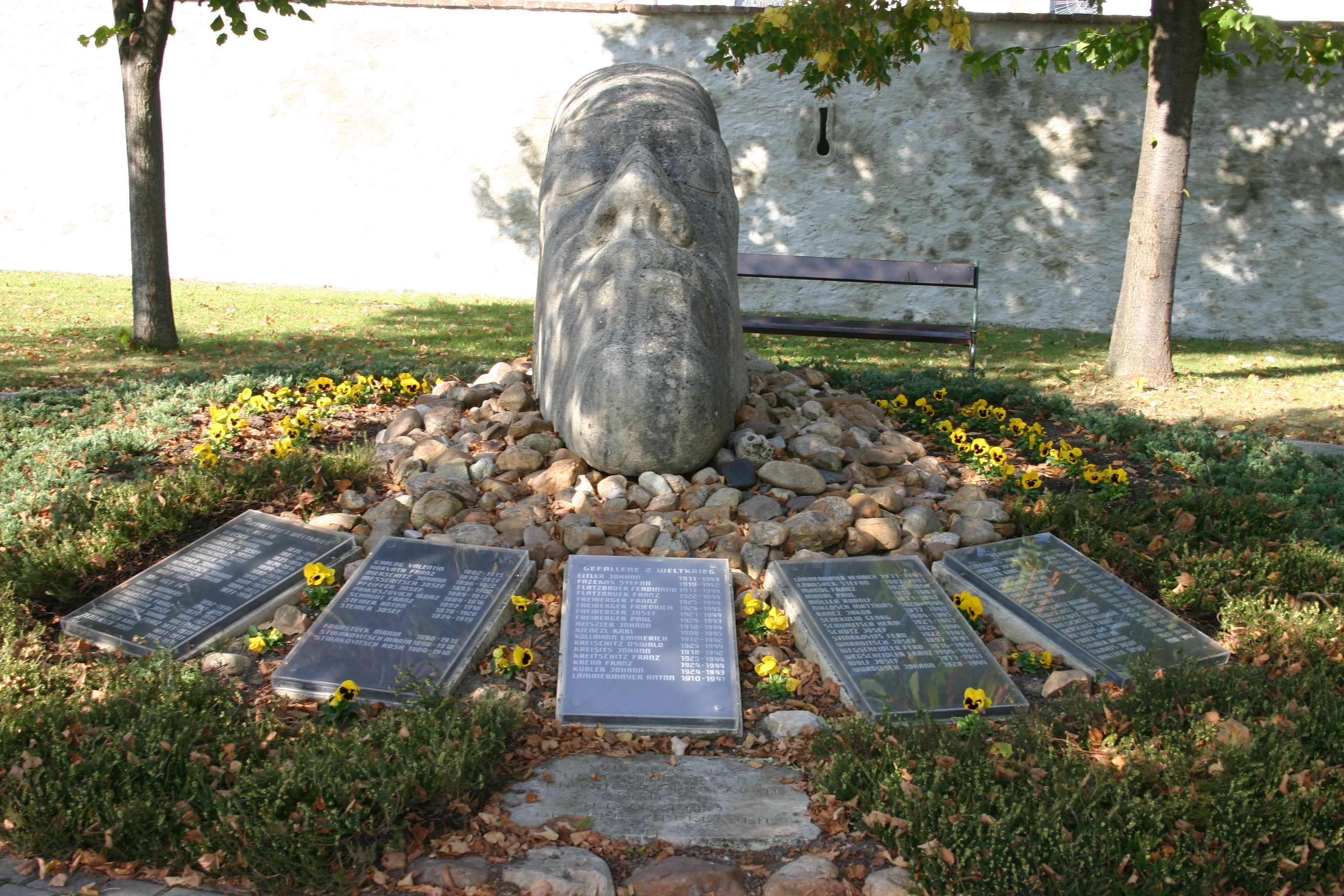
Friedensmahnmal zur Erinnerung an die Opfer der beiden Weltkriege
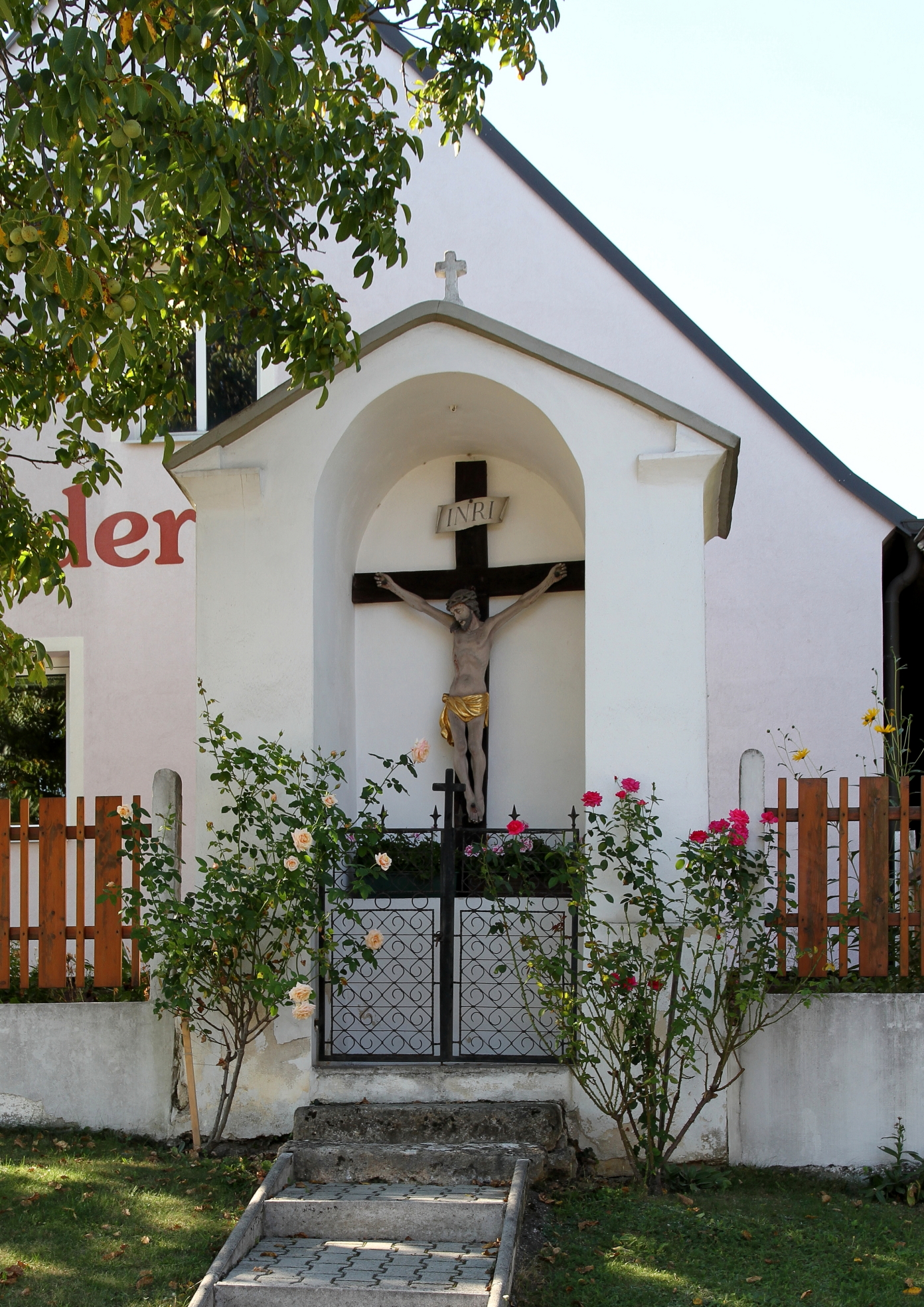
Kreuzkapelle
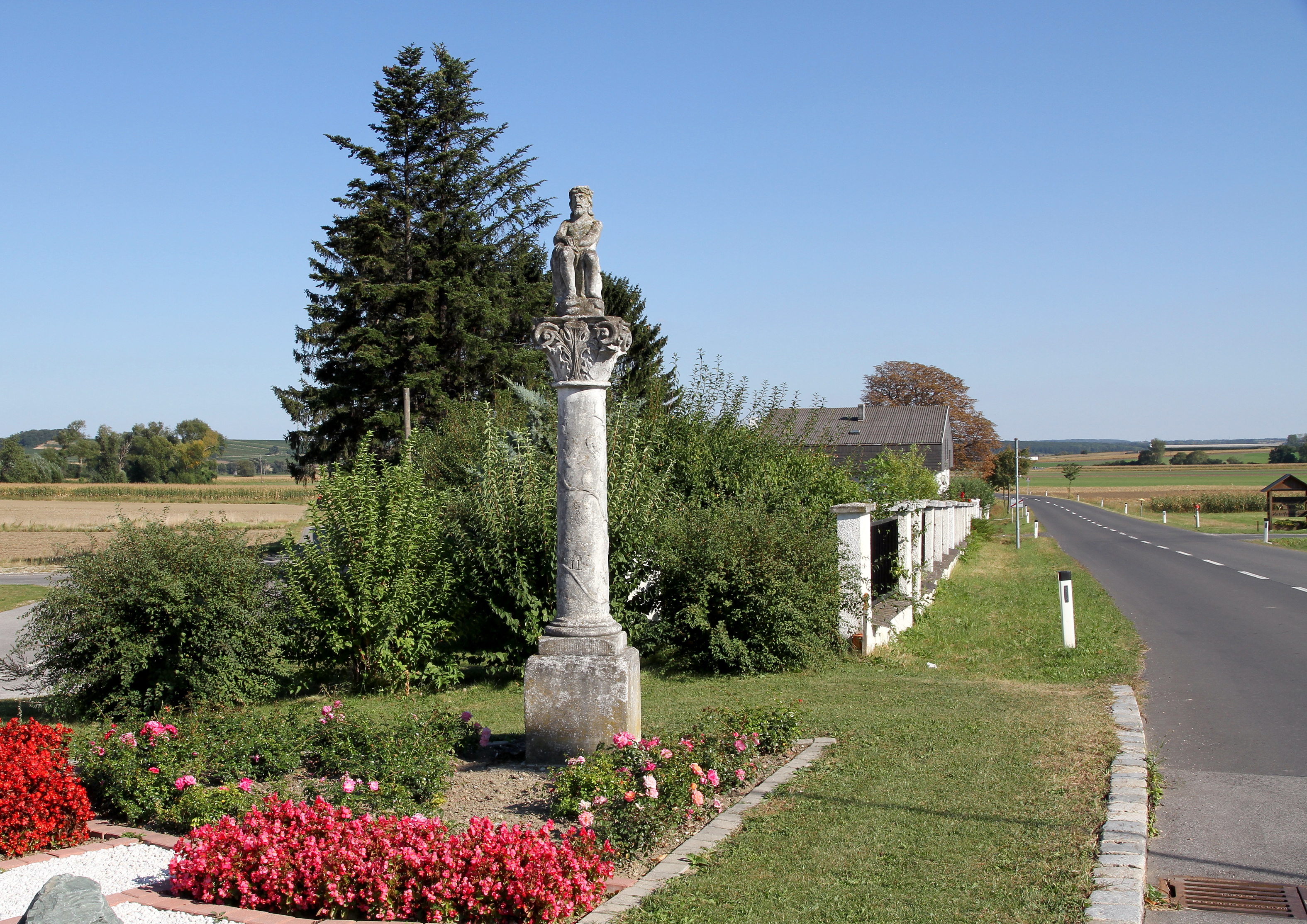
Ecce Homo